# آتش (ترانه النی فوررا)
«آتش» تک‌آهنگی از هنرمند اهل یونان النی فوررا است که در سال ۲۰۱۸ میلادی منتشر شد و نماینده قبرس در یوروویژن ۲۰۱۸ بود که در نهایت به رتبه دوم رسید.